# Mihail Dmitrijevics Gorcsakov
Mihail Dmitrijevics Gorcsakov (oroszul: Михаил Дмитриевич Горчаков; 1793 – Varsó, 1861. május 30.) orosz herceg, tüzérségi tábornok. Az 1848–49-es forradalom és szabadságharc ellen indított orosz hadjáratban Paszkevics tábornagy vezérkari főnöke.

## Pályafutása
A július 15-17 között vívott váci csata első napja után Paszkevics herceg őt küldte, hogy mérje fel a helyzetet. Gorcsakov tábornok másnapra támadást javasolt (valószínűleg helyesen), de a fővezér a csapatok, és a saját kimerültségére hivatkozva egy nappal elhalasztotta az akciót, és ez vereséghez vezetett. Július 24-én átvette a Kerecsenden összevont csapatok parancsnokságát (24 zászlóalj, 2 lovasezred, 1 kozákezred, 2 lovasüteg.), amelynek feladata a tiszafüredi átkelő biztosítása volt, ez július 26-án sikerült is.
A krími háború idején az orosz csapatok egyik vezénylő tábornoka volt. 1856-tól a Kongresszusi Lengyelország helytartója volt. Varsóban halt meg 1861. május 30-án.